# Joakim Narin
Ulf Joakim Narin, född den 16 mars 1964 i Hörby, är en svensk skådespelare.

## Biografi
Narin är sedan 2005 en av två teaterpedagoger på Fridhems folkhögskola. Där han undervisat för bland annat Simon J. Berger, Sissela Benn, Anna Blomberg och många fler yrkesverksverksamma skådespelare. 
Narin har i film varit med i de tre första Wallander filmerna och under 1995 visades humorserien ”Fritt Fall” på SVT. Med bland annat Morgan Alling, Lena Nylén och Lasse Beisher där Joakim Narin var en av skådespelarna.  

## Filmografi
- 1991 - Schh! (1991)
- 1994 – Frihetens skugga (TV-serie)
- 1995 - Hundarna i Riga (1995)
- 1995 - Mördare utan ansikte (1995)
- 1996 - Den vita lejoninnan (1996)
- 1999 – Browalls (TV-serie)

## Teater

### Roller
| År   | Roll | Produktion                 | Regi        | Teater                   |
| ---- | ---- | -------------------------- | ----------- | ------------------------ |
| 2001 | Kåge | Mina och Kåge Anna Höglund | Jan Nielsen | Helsingborgs stadsteater |